# Новосёлова, Александра Васильевна
Алекса́ндра Васи́льевна Новосёлова (10 [23] марта 1900, Верезино, Тверская губерния — 27 сентября 1986, Москва) — советский химик-неорганик, действительный член Академии наук СССР (1970), лауреат Сталинской (1948) и Государственной (1981) премий СССР, Герой Социалистического Труда (1980).

## Биография
Александра Васильевна Новосёлова родилась 10 (23) марта 1900 года в деревне Верезино (ныне — Кашинском городском округе Тверской области).
Окончила гимназию в городе Рыбинске, после чего работала воспитателем в детском доме. Позже она писала в своих воспоминаниях:
« … Ещё со школьной скамьи, а я училась в женской гимназии г. Рыбинска, меня заинтересовали естественные науки. Мечтала продолжить своё образование. Однако после окончания гимназии работала воспитателем в детском доме, где основную массу составляли беспризорники, многие из них с психическими отклонениями. Именно там я решила стать психиатром. В 1919 году переехала в Москву. Поступила работать в детский дом и учиться на медицинский факультет Московского университета. В общем-то дети меня любили, и я их любила. Но во время учёбы, вновь столкнувшись с естественными науками, убедилась, что больше пользы принесу на другом поприще, и в 1920 году перевелась на естественное отделение физико-математического факультета МГУ, где я познакомилась с прекрасными людьми… Именно в МГУ передо мной открылась дверь в науку». 
Основным интересом её стала химия, и она совмещала учёбу с работой в химической лаборатории университета.
В 1925 году, окончив физико-математический факультет МГУ, она по представлению почётного академика И. А. Каблукова поступила в аспирантуру кафедры общей и физической химии.
В годы войны Александра Васильевна оказалась в эвакуации с дочерьми в деревне Крым Татарской АССР. Там она устроилась работать учительницей в местную школу. Затем оказалась в Томске, где работал её муж, профессор института экспериментальной медицины Михаил Иванович Ушаков.
Осенью 1943 года муж её умер, и она вернулась в Москву, на кафедру неорганической химии химического факультета МГУ.
Скончалась 27 сентября 1986 года. Похоронена на Ваганьковском кладбище в Москве.

## Научная деятельность
В 1944 году (по другим данным в 1943) защитила докторскую диссертацию, а в 1946 году получила звание профессора.
В начале 30-х годов в стране стала развиваться промышленность редких металлов.
Новосёлова занималась разработкой методов синтеза, исследованием фазовых диаграмм, физико-химических свойств и строения различных соединений редких элементов, в особенности соединений бериллия.
С начала строительства нового комплекса зданий МГУ в 1949 году Александра Васильевна Новосёлова была деканом химического факультета (и оставалась на этой должности до 1955 года), она непосредственно занималась планированием и оснащением нового здания факультета, а затем организовывала переезд в него.
С 1953 года до конца жизни она руководила собственной лабораторией солевых равновесий.
Решила проблему синтеза тугоплавких соединений бериллия методом химических газотранспортных реакций и впервые в СССР получила (совместно с Б. П. Соболевым) монокристаллы силикатов бериллия, цинка, алюминия, марганца.
Новосёлова заложила основы школы физико-химических исследований полупроводников. Благодаря её усилиям в МГУ в 1958 году (по другим данным, в 1962 году) была создана проблемная лаборатория химии полупроводников — одна из первых в СССР. Результаты работы этой лаборатории были отмечены Государственной премией в 1981 году.
Под её руководством выполнено более 200 дипломных работ, 70 кандидатских диссертаций, среди её учеников — 10 докторов химических наук.

### Основные труды
Всего ею опубликовано 740 статей, 4 монографии, 1 учебник.
- Фтористый бериллий и фторобериллаты // Успехи химии. — 1959. — Т. 28, В. 1.
- Новосёлова А. В., Баранцева Л. Р. Аналитическая химия бериллия 4Be / АН СССР, Ин-т геохимии и аналит. химии им. В. И. Вернадского. — М.: Наука, 1966. — 223 с.: черт.
- Новосёлова А. В. Редкие металлы и их применение. — М.: Знание, 1966. — 32 с.
- Synthese von Silikaten durch chemische Transportreaktionen // Kristall und Technik. — 1967. — Bd 2, Н. 4. — S. 511.
- Physico-chemical study of the germanium, tin, lead chalcogenides // Progress in Solid State Chemistry. — 1972. — v. 7. — р. 85 (совм. с др.).
- Новосёлова А. В., Пашинкин А. С. Деление пара летучих халькогенидов металлов / АН СССР, Ин-т общ. и неорг. химии им. Н. С. Курнакова. — М.: Наука, 1978. — 110 с.: граф.
- Новосёлова А. В. Методы исследования гетерогенных равновесий: Учеб. пособие для хим. спец. ун-тов. — М.: Высш. шк., 1980. — 166 с.: ил.
- Зломанов В. П., Новосёлова А. В. P-T-x-диаграммы состояния систем металл-халькоген / АН СССР, Ин-т общ. и неорг. химии им. Н. С. Курнакова; Отв. ред. В. Б. Лазарев. — М.: Наука, 1987. — 207 с.: ил.
- Новосёлова А. В. Фазовые диаграммы, их построение и методы исследования. — М.: Изд-во МГУ, 1987. — 150 с.

## Награды
- Сталинская премия (1948) за цикл исследований в области химии бериллия.
- Герой Социалистического Труда (21.03.1980)
- Три ордена Ленина (1951, 1970, 1980)
- Орден Октябрьской революции (1975)
- Государственная премия СССР (1981) за исследования химии полупроводников.
- Премия имени М. В. Ломоносова Московского университета (1970).
- Медали.